# Бахтияров, Равиль Кутдусович
Равиль Кутдусович Бахтияров (1926—2001) — слесарь-монтажник и сварщик треста «Нефтепроводмонтаж», Герой Социалистического Труда. Депутат Верховного Совета Башкирской АССР девятого созыва (1975—1980).

## Биография
Родился 4 января 1926 года в д. Кашкалаши Уфимского кантона БАССР, ныне Благоварский район Башкортостана.
Участник Великой Отечественной войны. В ноябре 1943 г. призван в ряды Красной Армии, участвовал в войне с Японией.
C 1950 по 1988 годы работал в строительно-монтажном управлении № 74 треста «Нефтепроводмонтаж» слесарем-монтажником, бригадиром слесарей-монтажников, электросварщиком. Затем работал мастером производственного обучения школы сварщиков треста «Нефтепроводмонтаж».
В 1961—1962 годах участвовал в строительстве нефтепровода «Дружба» в районе г. Альметьевска, в 1963 году — первой очереди газопровода «Бухара—Урал», в строительстве трубопровода «Туймазы — Уфа» и других.
Им сварено около 9000 стыков, или 30 км магистральных газо-нефтепроводов. Бахтияров первым в СМУ-74 освоил сварку труб без подкладных колец.
За выдающиеся успехи, достигнутые в строительстве и вводе в действие нефтепровода «Дружба», Указом Президиума Верховного Совета СССР от 14 октября 1967 г. Р. К. Бахтиярову присвоено звание Героя Социалистического Труда.
В 1967—1968 гг. строил газопровод в Афганистане.
Депутат Верховного Совета Башкирской АССР девятого созыва (1975—1980).
Умер Бахтияров Р. К. 30 марта 2001 г.

## Награды и звания
- Герой Социалистического Труда (1967).
- Награждён орденом Знак Почёта (1960).
- Заслуженный строитель Башкирской АССР (1980).